# Skandinaviska ambulansen under andra boerkriget
Skandinaviska ambulansen under andra boerkriget avser en huvudsakligen skandinavisk sjukvårdsenhet som tjänstgjorde på boersidan i det andra boerkriget.

## Personal
Samtidigt som bildandet av den skandinaviska kåren organiserades också en tillhörande ambulans. Den deltagande medicinska personalen var den norske läkaren Wilhelm Bidenkap, de svenska sjuksköterskorna Elin och Anna Lindblom och Hildur Svensson. Fem män anlitades som medicinskt outbildade sjukvaktare. Tre svenskar, Axel Andersson, Wilhelm Stoltze och Oscar Hedberg samt finländaren Ernst Lindberg och tysken Wolf Trotzmuller.

## Verksamhet
Ambulansen bildades i Pretoria i oktober 1899. Som första uppdrag blev den sänd till Mafeking för att bistå Cronjes armé. Man upprättade där ett fältsjukhus som bistod både sårade boer och skandinaver. I slutet av november 1899 kom order om förflyttning. Ambulansen nådde Mafeking den 10 december och satte genast upp ett sjukvårdstält. Nästa dag fick man besked att den skandinaviska kåren hade utplånats. Efter sju veckor kom order om reträtt. Den 16 februari blev ambulansen misstagen för ett stridande förband och blev intensivt beskjuten av britter. Innan någon blev sårad lyckades man hissa vit flagg varpå beskjutningen upphörde. Samtliga i personalen blev därefter tagna som krigsfångar.